# ミケーレ・カラファ
ミケーレ・カラファ（Michele Carafa, 1787年11月17日 - 1872年7月26日）は、イタリアのオペラ作曲家。

## 生涯
カラファはミケーレ・エンリーコ・フランチェスコ・ヴィンチェンツォ・アロイージオ・パオーロ・カラーファ・デ・コロブラーノ（Michele Enrico Francesco Vincenzo Aloisio Paolo Carafa de Colobrano）としてナポリに生まれた。父のジョヴァンニ・カラファはコロブラーノ公、アルヴィート公爵であり、ミケーレは次男であった。しっかりとした音楽教育を受けたカラファは1802年に初のオペラ『Il Fantasma』を作曲した。この作品は1805年に、継父であるカラマーニコ公の劇場でお披露目された。この頃、カラファはナポリの陸軍士官学校（Nunziatella）に学生として通っていた。1806年にパリへ移ると、ルイージ・ケルビーニに作曲を、フリードリヒ・カルクブレンナーにピアノを師事した。
しかし、彼の父はカラファに軍人になるため音楽の道を諦め、フランス陸軍の軽騎兵団中尉になるように言った。1806年にモラーノ・カーラブロのカンポテネーゼ（Campotenese）で収監された後、釈放されるとシチリア遠征に加わり大尉となった。
1808年にナポリへと戻ったカラファは、アントワネット・オーバントン（Antoinette Aubenton、またはドーバントン Daubenton）と結婚し、フェデーレ・フェナローリの下で音楽の勉強を再開する。父親からの圧力を受け、ジョアシャン・ミュラに従ってロシア戦役に加わった彼は、オストロヴノ（アストロウナ、Ostrovno）の戦い（en）の後、ナポレオンからレジオンドヌール勲章を授けられ、さらにイタリア王国の男爵の地位を与えられた。
ナポリにおける両シチリア王国復権によりカラファの地位は低下し、彼の軍人としてのキャリアも終わりを迎えた。フォンド劇場で1814年に彼のオペラ『Il vascello d'occidente』が、また1816年にはアンドレア・レオーネ・トットラのリブレットによる『Gabriella di Vergy』が上演された。この作品は同年に同じ劇場で公開されたジョアキーノ・ロッシーニの『オテロ』と同程度に成功を収めた。
カラファの音楽は彼の友人でもあったロッシーニ、ベッリーニ、オベール、アレヴィらが有力だった時代の、平易な旋律線と単調な管弦楽法によって特徴づけられる。オペラの作曲に身を投じるべく1821年にパリへと戻ったカラファは、1823年に『Jeanne d'Arc à Orléans』と『Le Valet de Chambre』で大きな成功を収めた。
ヴェネツィアで『Parìa』を発表してイタリアでのキャリアに終止符を打ち、拠点を完全にパリに移したカラファは、いくつかの失敗を経ながらも『Masaniello』がオペラ＝コミック座で136回の公演回数を数える大成功となった。これが彼のキャリアの絶頂であった。カラファはロッシーニやドニゼッティの作品と比較されることを好んでいなかった。
1834年にフランス国籍を取得したカラファは芸術アカデミーのメンバーに選出され、1837年にジャン＝フランソワ・ル・スュールの後任として理事に就任した。その後、1838年には軍楽学校の校長に任用される。1840年から1858年にかけてはパリ音楽院で対位法と作曲を教えた。最後の作品となった『Thérèse』を作曲した1838年には、カラファは既にほとんど教育業だけに専念していたのであった。彼の最後の作品のひとつにロッシーニの『セミラーミデ』のフランス語翻訳版があるが、ロッシーニは長きにわたる友情の証としてこの版の著作権を放棄した。
1867年に中風に倒れたカラファは、パリで84年の生涯を終えた。
カラファの著名な門弟にはアキッレ・ペーリがいる。

## オペラ
| タイトル | 幕数            | 初演年月日     | 初演地                                             | リブレット |
| --- | --------------- | -------------- | -------------------------------------------------- | --- |
| Il fantasma | 2幕             | 1802年         | ナポリ、Teatro del Principe Caramanico             | |
| Il prigioniero |                 | 1805年         | ナポリ                                             | |
| La musicomania | 1幕             | 1806年         | パリ                                               | René-Charles Guilbert de Pixérécourt |
| Il vascello l'Occidente | 2幕             | 1814年6月14日  | ナポリ、フォンド劇場                               | アンドレア・レオーネ・トットラ |
| La gelosia ossia Mariti aprite gli occhi | 1幕             | 1815年         | ナポリ、Teatro San Giovanni dei Fiorentiniの謝肉祭 | アンドレア・レオーネ・トットラ |
| Gabriella di Vergy | 2幕             | 1816年7月3日   | ナポリ、Teatro San Giovanni dei Fiorentini         | アンドレア・レオーネ・トットラ |
| Ifigenia in Tauride | 2幕             | 1817年6月19日  | ナポリ、サン・カルロ劇場                           | |
| Adele di Lusignano | 2幕             | 1817年9月27日  | ミラノ、スカラ座                                   | フェリーチェ・ロマーニ |
| Berenice in Siria | 2幕             | 1818年7月29日  | ナポリ、サン・カルロ劇場                           | アンドレア・レオーネ・トットラ |
| Elisabetta in Derbyshire ossia Il castello di Fotheringhay | 2幕             | 1818年12月26日 | ヴェネツィア、フェニーチェ劇場                     | アントニオ・ペラッキ フリードリヒ・フォン・シラーの戯曲（1802年）に基づく。                                                                           |
| Il sacrifizio d'Epito | 2幕             | 1819年12月26日 | ヴェネツィア、フェニーチェ劇場                     | Dalmiro Tindario |
| I due figaro o sia Il soggetto di una commedia | 2幕             | 1820年6月6日   | ミラノ、スカラ座                                   | フェリーチェ・ロマーニ |
| La festa di Bussone | 2幕             | 1820年6月20日  | ミラノ、レ劇場                                     | シルヴィオ・ペッリコ |
| Jeanne d'Arc ou La Délivrance d'Orléans | 3幕             | 1821年3月10日  | パリ、オペラ＝コミック座                           | エマニュエル・テオロン、アルマン・ダルトワ |
| La Capricciosa ed il soldato o sia Un momento di lezione | 2幕             | 1821年12月26日 | ローマ、アポロ劇場                                 | ヤコポ・フェレッティ |
| Le Solitaire | 3幕             | 1822年8月22日  | パリ、オペラ＝コミック座                           | ウジェーヌ・ド・プラナール |
| Eufemio di Messina | 2幕             | 1822年12月26日 | ローマ、アルゲンティーナ劇場                       | ヤコポ・フェレッティ |
| Abufar, ossia La famiglia araba |                 | 1823年6月28日  | ウィーン、ケルントナートーア劇場                   | ジュゼッペ・フェリーチェ・ロマーニ |
| Le Valet de chambre | 1幕             | 1823年9月16日  | パリ、オペラ＝コミック座                           | ウジェーヌ・スクリーブ、メルヴィーユ |
| Tamerlano |                 | 未発表         |                                                    | |
| L'Auberge supposé | 3幕             | 1824年4月26日  | パリ、オペラ＝コミック座                           | ウジェーヌ・ド・プラナール |
| Il sonnambulo | 2幕             | 1824年11月13日 | ミラノ、スカラ座                                   | ジュゼッペ・フェリーチェ・ロマーニ |
| La Belle au bois dormant | 3幕             | 1825年3月2日   | パリ、オペラ座                                     | ウジェーヌ・ド・プラナール |
| Gl'Italici e gl'Indiani | 1幕             | 1825年10月4日  | ナポリ、サン・カルロ劇場                           | アンドレア・レオーネ・トットラ |
| Il paria | 2幕             | 1826年2月4日   | ヴェネツィア、フェニーチェ劇場                     | ガエターノ・ロッシ |
| Sangarido ou Le Manteau blanc | 1幕             | 1827年5月19日  | パリ、オペラ＝コミック座                           | ウジェーヌ・ド・プラナール、ジャン・バティスト・ペリシエ（Laqueyrieと呼ばれた）                                                                       |
| Les Deux Figaro ou Le Sujet de comédie | 3幕             | 1827年8月22日  | パリ、オデオン座                                   | ヴィクトル・ティルペン（Victor Tirpenne） |
| Masaniello ou le Pêcheur napolitain | 4幕             | 1827年12月27日 | パリ、オペラ＝コミック座                           | シャルル・フランソワ・ジャン・バティスト・モロー・ド・コマニー（Charles François Jean Baptiste Moreau de Commagny）、A. M. ラフォルテル（Lafortelle） |
| La Violette ou Gérard de Nevers | 3幕             | 1828年10月7日  | パリ、オペラ＝コミック座                           | ウジェーヌ・ド・プラナール |
| Jenny | 3幕             | 1829年9月26日  | パリ、オペラ＝コミック座                           | ジュール＝アンリ・ヴェルノワ・ド・サン＝ジョルジュ |
| Le nozze di Lammermoor | 2幕             | 1829年12月12日 | パリ、イタリア座                                   | ルイジ・バロッキ |
| L'Auberge d'Auray | 1幕             | 1830年5月11日  | パリ、オペラ＝コミック座                           | シャルル・フランソワ・ジャン・バティスト・モロー・ド・コマニー、J. B. Rose Bonaventure Violet d'Epagny                                                |
| Le Livre de l'ermite | 2幕             | 1831年8月11日  | パリ、オペラ＝コミック座                           | ウジェーヌ・ド・プラナール、ポール・デュポール |
| La Marquise de Brinvilliers ダニエル＝フランソワ＝エスプリ・オベール、デジレ=アレクサンドル・バトン、アンリ・モンタン・ベルトン、フェリーチェ・ブランジーニ、フランソワ＝アドリアン・ボイエルデュー、ルイジ・ケルビーニ、アンドレ＝フェルディナンド・エロルド、フェルディナンド・パエールとの合作 | 3幕             | 1831年10月31日 | パリ、オペラ＝コミック座                           | オーギュスト・ウジェーヌ・スクリーブ、カスティル＝ブラーズ                                                                                            |
| La prison d'Edimbourg | 3幕             | 1833年7月20日  | パリ、オペラ＝コミック座                           | オーギュスト・ウジェーヌ・スクリーブ、ウジェーヌ・ド・プラナール                                                                                      |
| La Maison du rempart ou Une journée de la fronde | 3幕             | 1833年11月7日  | パリ、オペラ＝コミック座                           | メルヴィーユ |
| La Grande Duchesse | 4幕             | 1835年11月16日 | パリ、オペラ＝コミック座                           | メルヴィーユ、ピエール＝フランソワ・カム |
| Thérèse | 2幕             | 1838年9月26日  | パリ、オペラ＝コミック座                           | ウジェーヌ・ド・プラナール、アドルフ・ド・ルーヴェン                                                                                                  |
| Les Premiers Pas; アドルフ・アダン、ダニエル＝フランソワ＝エスプリ・オベール、ジャック・アレヴィと合作 | プロローグと1幕 | 1847年11月15日 | パリ、オペラ座                                     | アルフォンス・ロワイエ、ギュスターヴ・ヴァエズ |